# Bathygnathia oedipus
Bathygnathia oedipus là một loài chân đều trong họ Gnathiidae. Loài này được Stebbing miêu tả khoa học năm 1913.